# دهستان میان‌جام
میان‌جام، دهستانی است از توابع بخش مرکزی شهرستان تربت جام در استان خراسان رضوی.
جمعیت این دهستان بر اساس سرشماری سال ۱۳۸۵ (۵٬۰۷۶خانوار) ۲۲٬۸۶۲نفر 
بوده‌است.